# Coelopencyrtus maori
Coelopencyrtus maori är en stekelart som beskrevs av John S. Noyes 1988. Coelopencyrtus maori ingår i släktet Coelopencyrtus och familjen sköldlussteklar. Inga underarter finns listade i Catalogue of Life.